# Fryderyk Zoll (młodszy)
Fryderyk Zoll, młodszy (ur. 1 lutego 1865 w Krakowie, zm. 23 marca 1948 tamże) – polski prawnik, profesor i rektor Uniwersytetu Jagiellońskiego, członek Polskiej Akademii Umiejętności.

## Życiorys

### Rodzina
Był wnukiem Józefa Chrystiana, synem Fryderyka (profesora prawa rzymskiego Uniwersytetu Jagiellońskiego) i Heleny Seeling-Saulenfels oraz bratem Antoniego.
Od 30 czerwca 1895 żonaty z Adelą z Hoschów (1875–1970). Miał dwóch synów: Fryderyka (1899–1986) i Józefa (1904–1966) oraz córkę Marię, po mężu Łuszczkiewicz (1901–1998). Dziadek Andrzeja Zolla (ur. 1942) i pradziadek Fryderyka Andrzeja (ur. 1970).

### Wykształcenie
Uczęszczał do gimnazjum w Krakowie. W latach 1883–1887 studiował prawo na Uniwersytecie Jagiellońskim, uzyskując w 1887 doktorat z prawa. Pracował następnie w Prokuratorii Skarbu w Wiedniu. Od 1889 uzupełniał studia na uniwersytetach w Lipsku, Berlinie (u Rudolfa Stammlera), Halle, Getyndze (u Rudolfa Jheringa) i Paryżu. W latach 1890–1897 pracował w Ministerstwie Handlu w Wiedniu. W 1895 na Uniwersytecie Wiedeńskim habilitował się (na podstawie rozprawy Privatrechtliche Studien aus dem Patentrechte) i został docentem w Katedrze Prawa Cywilnego Austriackiego tej uczelni.

### Kariera uniwersytecka

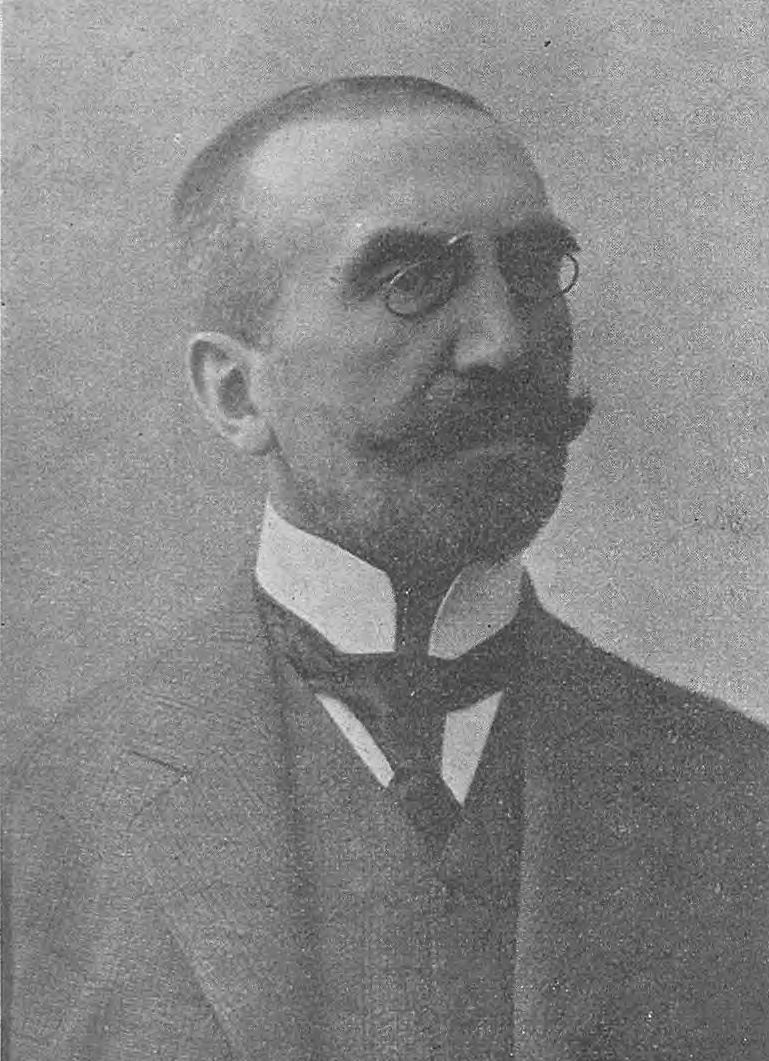
Fryderyk Zoll młodszy przed 1912

W 1897 objął Katedrę Prawa Cywilnego na Uniwersytecie Jagiellońskim (od 1899 I Katedrę Prawa Cywilnego). W 1898 został mianowany profesorem nadzwyczajnym, a w 1900 profesorem zwyczajnym. Na uczelni trzykrotnie pełnił funkcję dziekana Wydziału Prawa (1907/1908, 1925/1926, 1933/1934), a także prorektora (1913/1914) i rektora (1912/1913). Wykładał prawo rzeczowe i autorskie, prawo ochrony wynalazków, wzorów i znaków towarowych oraz zasady prawnego zwalczania nieuczciwej konkurencji. W 1935 przeszedł na emeryturę z tytułem profesora honorowego, kontynuował jednak wykłady. W listopadzie 1939 został na krótko uwięziony przez Niemców w ramach Sonderaktion Krakau. Po zwolnieniu, mimo podeszłego wieku, brał udział w tajnym nauczaniu uniwersyteckim. Wykładał na Uniwersytecie Jagiellońskim także po II wojnie światowej.

### Działalność w innych instytucjach naukowych
W 1914 został powołany na członka korespondenta Akademii Umiejętności w Krakowie (późniejszej Polskiej Akademii Umiejętności). W pracach Komisji Prawniczej Akademii brał udział już od 1899, a od 1946 był jej przewodniczącym. Od 1928 był członkiem czynnym PAU, w latach 1931–1939 delegatem PAU ds. Domu Polskiego w Wiedniu. Należał ponadto do Towarzystwa Naukowego Warszawskiego (1921 członek rzeczywisty, od 1929 członek zwyczajny), Poznańskiego Towarzystwa Przyjaciół Nauk (1917 członek honorowy) i Akademii Prawa Niemieckiego (członek korespondent).

### Działalność publiczna
W latach 1913–1918 współpracował z Ministerstwem Sprawiedliwości w Wiedniu w ramach Komisji dla Reformy Prawa Międzynarodowego Prywatnego, 1914–1916 był wiceprezydentem Rady Szkolnej Krajowej. Pełnił również funkcję wiceprezydenta Krakowa w latach 1915–1916. W 1919 wszedł w skład Komisji Kodyfikacyjnej RP.

## Dorobek naukowy
Jego zainteresowania naukowe obejmowały prawo rzeczowe, prawo autorskie, prawo zobowiązań oraz prawo międzynarodowe publiczne. Jako pierwszy określił pojęciowo przedmiot prawa autorskiego, podkreślając znaczenie twórczości oryginalnej i osobistej oraz wyróżniając prawo niematerialne majątkowe i osobiste autora. W pracy Prawo prywatne austryackie (1899–1910, trzy tomy) przedstawił syntezę założeń prawa cywilnego Austrii, ze szczególnym uwzględnieniem prawa zobowiązań. Zajmował się regulacjami prawnymi związanymi z przystąpieniem Austrii do międzynarodowych konwencji o ochronie literatury i sztuki narodowej, przygotował projekt ustawy o powołaniu urzędów rozjemczych gminnych w Galicji. Pod wpływem Rudolfa Stammlera uznał zasadę tzw. prawa sprawiedliwego za najlepszą metodę rozstrzygania zagadnień prawnych.
Uczestniczył w Międzynarodowych Konferencjach Prawniczych w Warszawie, Lugano, Genewie, Hadze i Rzymie. Wśród jego studentów byli m.in. Stefan Grzybowski, Jan Gwiazdomorski, Władysław Siedlecki, Henryk Trammer, Adam Vetulani, Jan Wasilkowski.
Najważniejsze publikacje:
- Über den Schutz der von Auslande eingeführten Erfindungen (1892)
- Nieuczciwa konkurencya i jej pokrewne objawy ze stanowiska prawa prywatnego (1897)
- O zabezpieczeniu wierzytelności budowlanych (1898)
- Posiadanie według prawa cywilnego austryackiego (1903)
- Teorja praw osobistych w zarysie (1903)
- Tradycje jako sposób nabycia własności na rzeczach nieruchowmych (1907)
- Charakterystyka projektu noweli do kodeksu cywilnego (1908)
- Prawo rzeczowe na ziemiach polskich (1920)
- Zasady prawa autorskiego (1920)
- Prawo prywatne austriackie w zarysie (1921)
- Ustawa o nieuczciwej konkurencji (1926)
- Ustawa o prawie autorskiem (1926)
- Ustawa o ochronie wynalazków, wzorów i znaków towarowych (1928)
- Prawo cywilne (1931–1937, cztery tomy)
- Encyklopedja podręczna prawa prywatnego (1935–1938, tomy II–IV, z Janem Wasilkowskim)
- Międzynarodowe i międzydzielnicowe prawo prywatne w zarysie (1937)[2]
- Prawo cywilne w zarysie (1946–1948, cztery tomy, z Adamem Szpunarem)

Pochowany został w grobowcu rodzinnym na cmentarzu Rakowickim w Krakowie (kwatera N-wsch-Zollów).

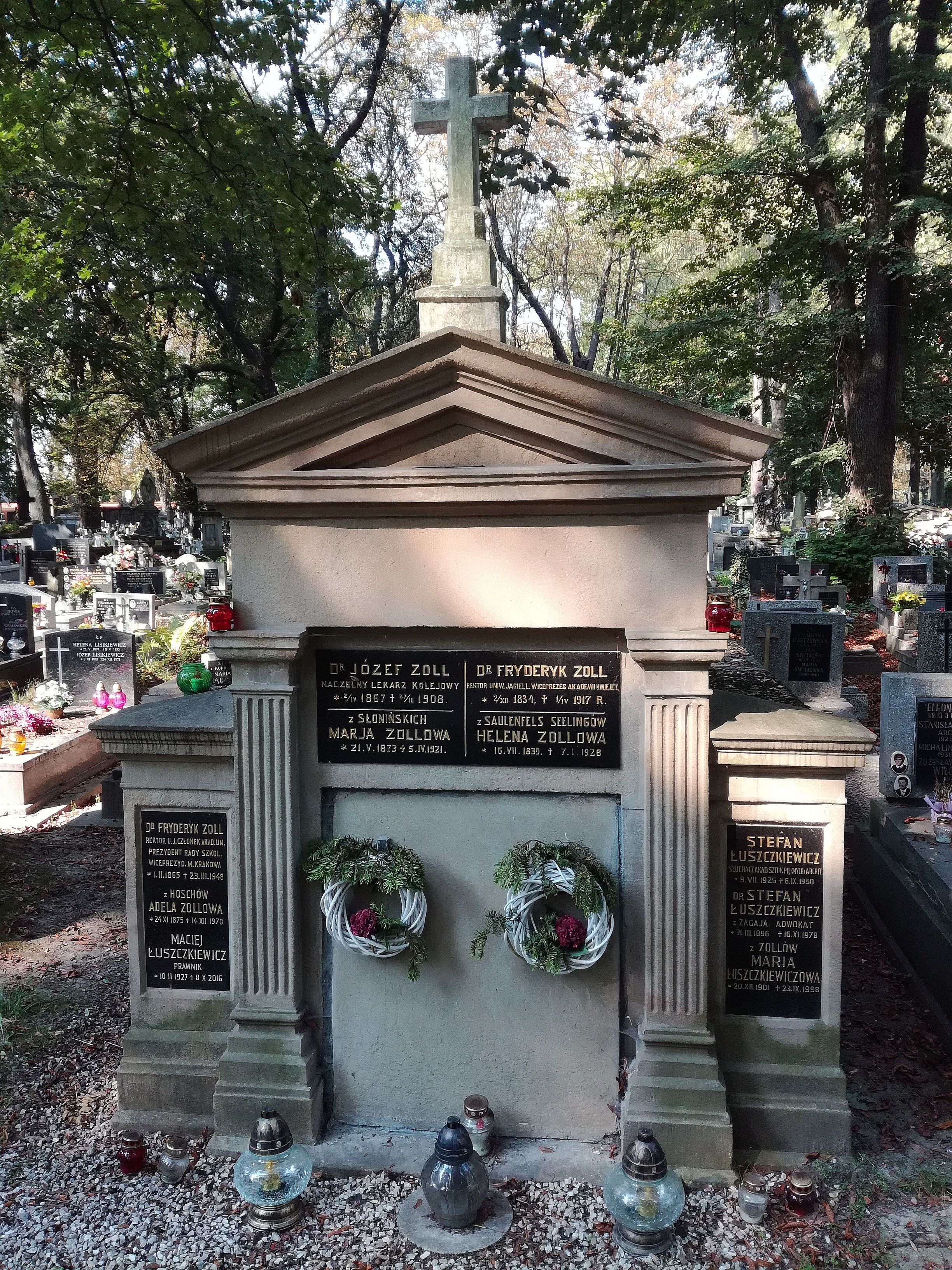
Grób Fryderyka Zolla na cmentarzu Rakowickim

## Ordery i odznaczenia
- Krzyż Komandorski z Gwiazdą Orderu Odrodzenia Polski (30 kwietnia 1925)[4]
- Złoty Krzyż Zasługi (11 listopada 1936)[5]
- Krzyż Komandorski Orderu Franciszka Józefa (Austro-Węgry)
- Krzyż Kawalerski Orderu Korony Żelaznej (Austro-Węgry)[6]

## Doktoraty honorowe
Był wyróżniony doktoratami honoris causa Uniwersytetu Wileńskiego, Uniwersytetu Jana Kazimierza we Lwowie (1937) i Uniwersytetu Jagiellońskiego (1948).